# Brückfeld (Bern)
Brückfeld ist ein Quartier der Stadt Bern. Es gehört zu den 2011 bernweit festgelegten 114 gebräuchlichen Quartieren und liegt im Stadtteil II Länggasse-Felsenau. Die Mittelstrasse teilt das Quartier in einen südlichen Teil, der zum statistischen BezirkLänggasse gehört und einen nördlichen Teil, der zum Statistischen Bezirk Neufeld gehört. Es grenzen die (gebräuchlichen) Quartiere Hochfeld, Engeried, Viererfeld, Alpenegg und Länggasse an das Quartier. Es wird zum erweiterten Länggassquartier gerechnet.
Im Jahr 2022 leben im Quartier 4396 Einwohner, davon 3569 Schweizer und 827 Ausländer.
Die Buslinien 11 im Norden und 20 im Süden binden das Gebiet verkehrstechnisch an.